# シドニー・トレインズA形電車
シドニー・トレインズA形電車（シドニー・トレインズAがたでんしゃ、A set）は、オーストラリアのシドニー・トレインズが所有する2階建て電車。2010年から2014年にかけて626両が製造され、ニューサウスウェールズ州の州花にちなんだWaratah（ワラタ）の愛称を持つ。
この項目では、2018年以降製造されている増備車のB形電車（B set）についても解説する。

## 概要

### 導入・製造
1972年以降シドニー近郊の電化路線で使用されていたシドニー初の量産型2階建て電車であるS形電車の置き換えおよび輸送力の増強のため、2006年に発注が行われた車両。導入に際し官民パートナーシップ（PPP）に基づく合弁事業を進めるためリライアンス・レール（Reliance Rail）が設立され、上記の発注・製造に加え営業運転開始後のメンテナンス等を担当している。設計は日立製作所とダウナー・レールの合弁会社であるダウナーEDIレール（Downer EDI Rail）が行い、車体など主要部品の製造は中国中車長春軌道客車が担当し、ダウナー・レールが所有するカーディフ製造工場で最終組み立てが実施された。なお、計626両の発注は単一形式としてはオーストラリア史上最多両数である。

### 構造
A形以前に製造されたシドニーの近郊電車は4両編成、もしくはそれを2本連結した8両編成で使用されていたが、緊急時の乗客移動など安全性確保の理由からA形は8両固定編成となった。それに伴い4・5両目に連結された付随車は中間電動車と車体寸法や定員数が異なっている。集電装置（シングルアーム式パンタグラフ）は制御車・付随車に搭載される。
車内の座席配置は車体中央の2階建て部分がクロスシート、車体両端の1階建て部分がロングシートとなっている他、編成全体で16人分の車椅子スペースが確保されている。また車内・車外各部には計100個の監視カメラが搭載され、安全性が向上している。車内の照明は環境対策や消費電力削減のためLED照明を鉄道車両としては世界で初めて採用している。車両の電気機器は日立製作所製の、制動装置はクノールブレムゼ製のものを用いる。

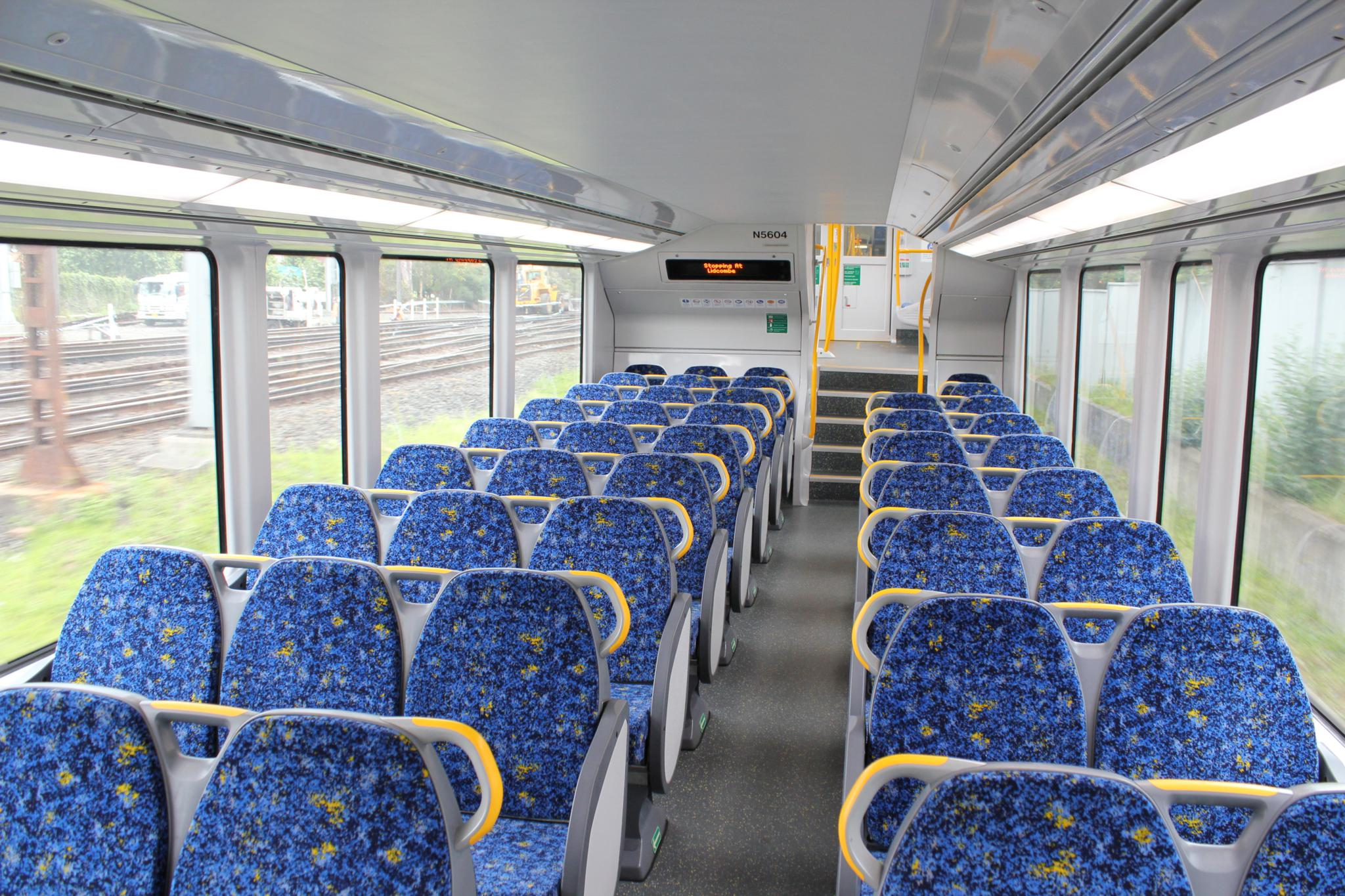
1階部分
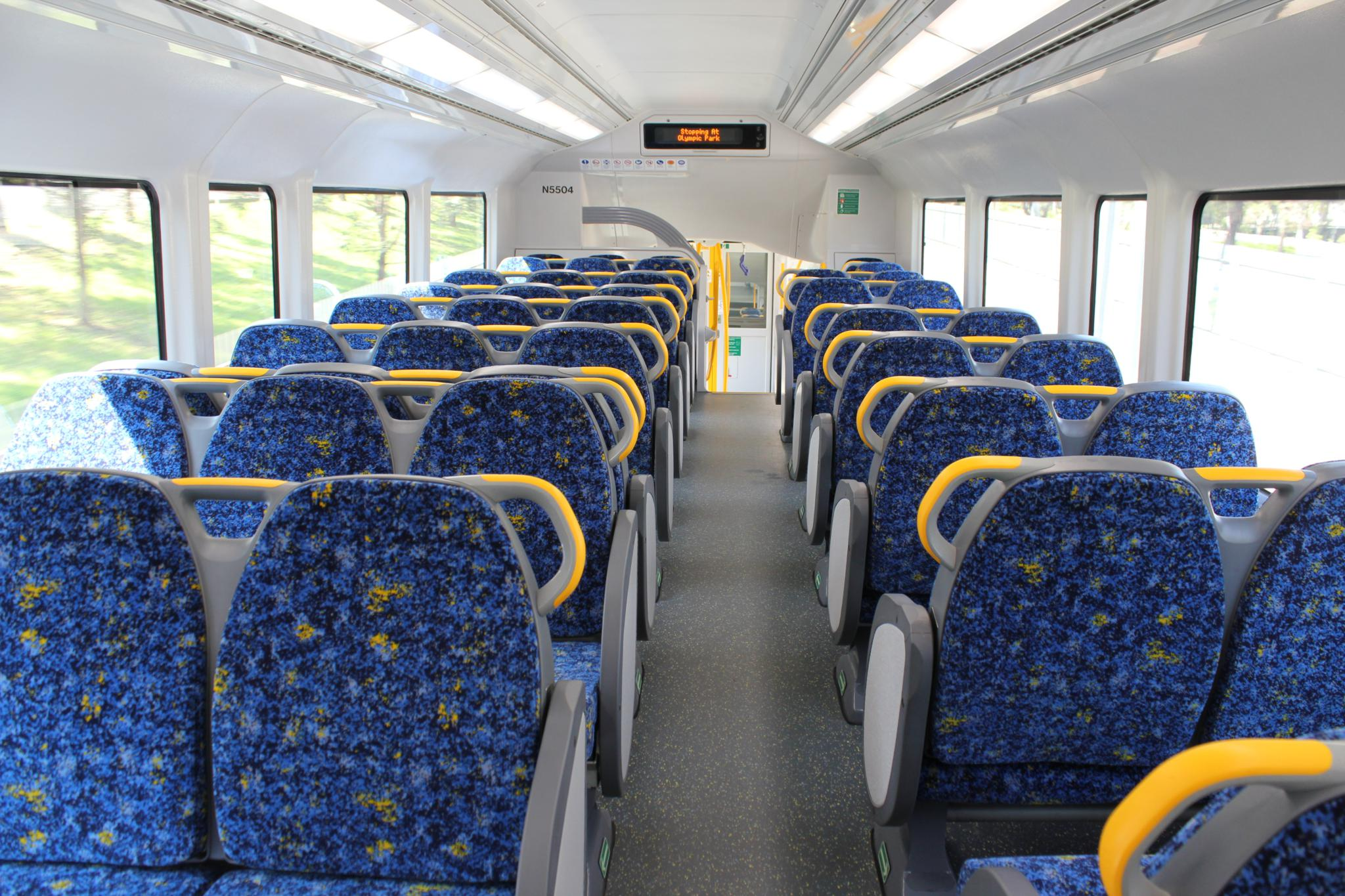
2階部分
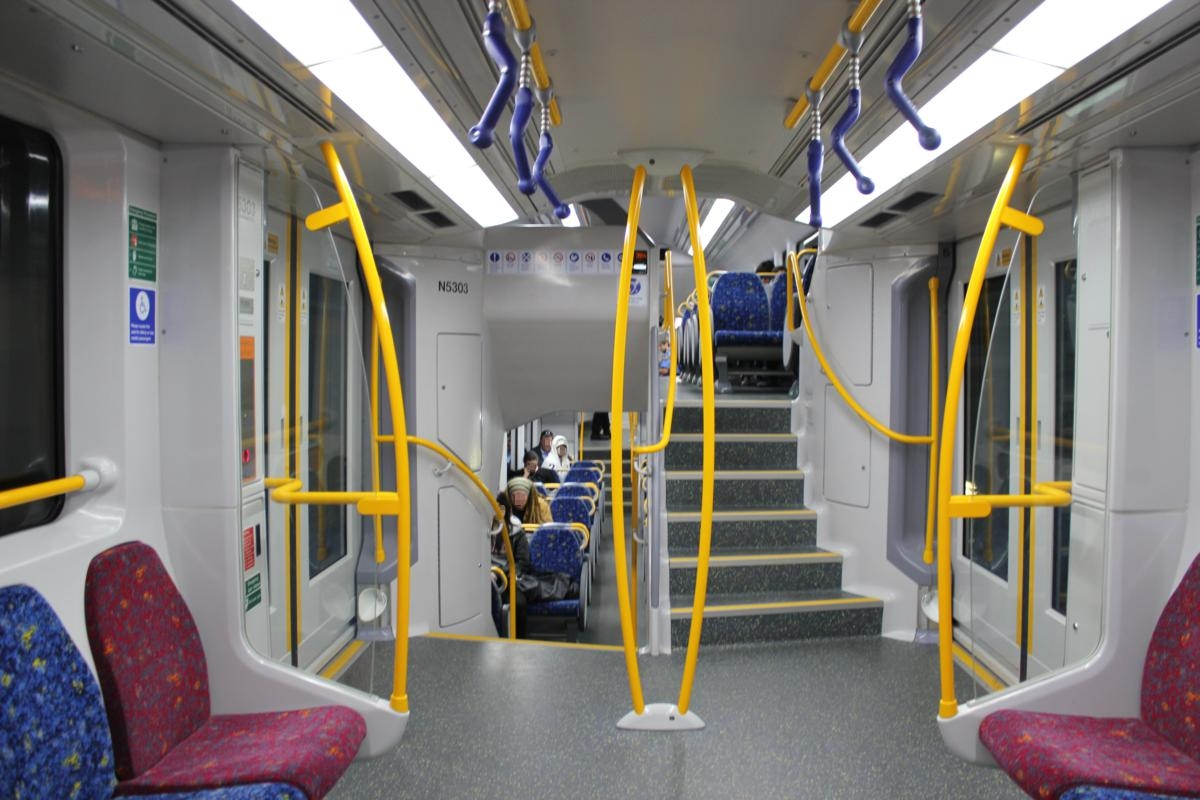
階段部分
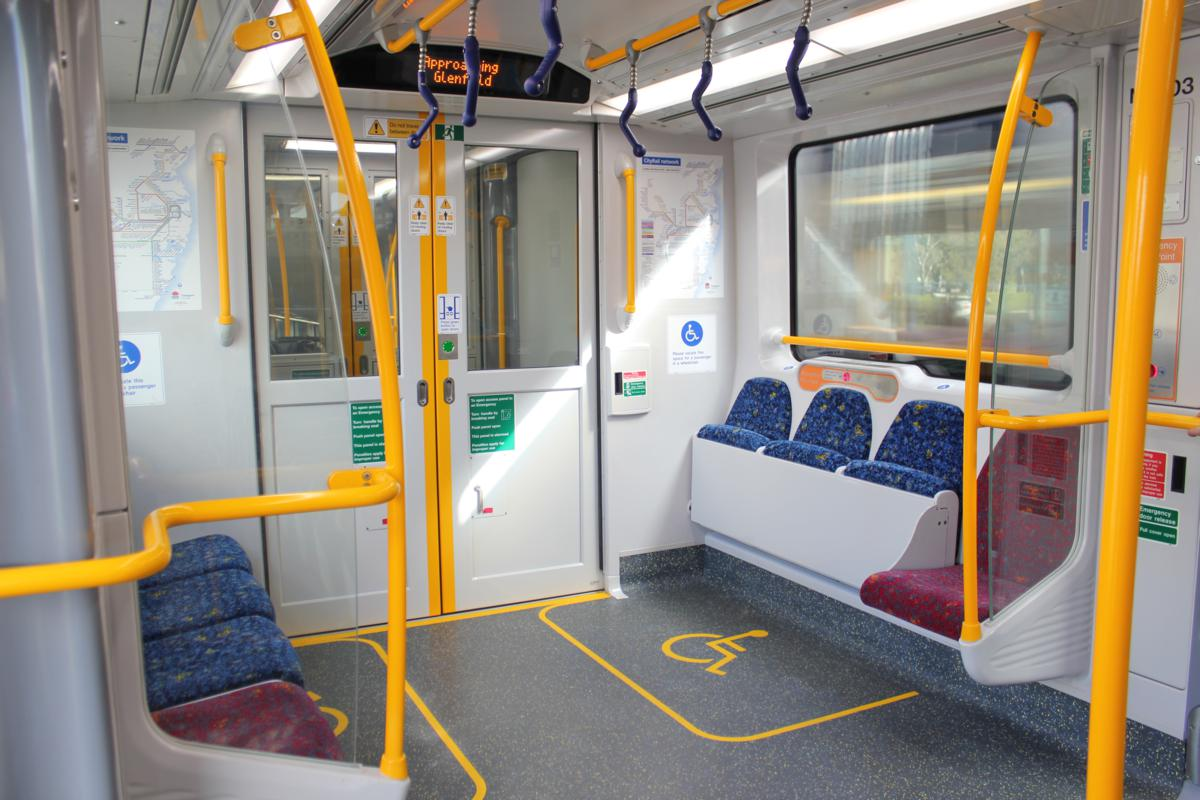
車端部分 赤色の座席は優先席である
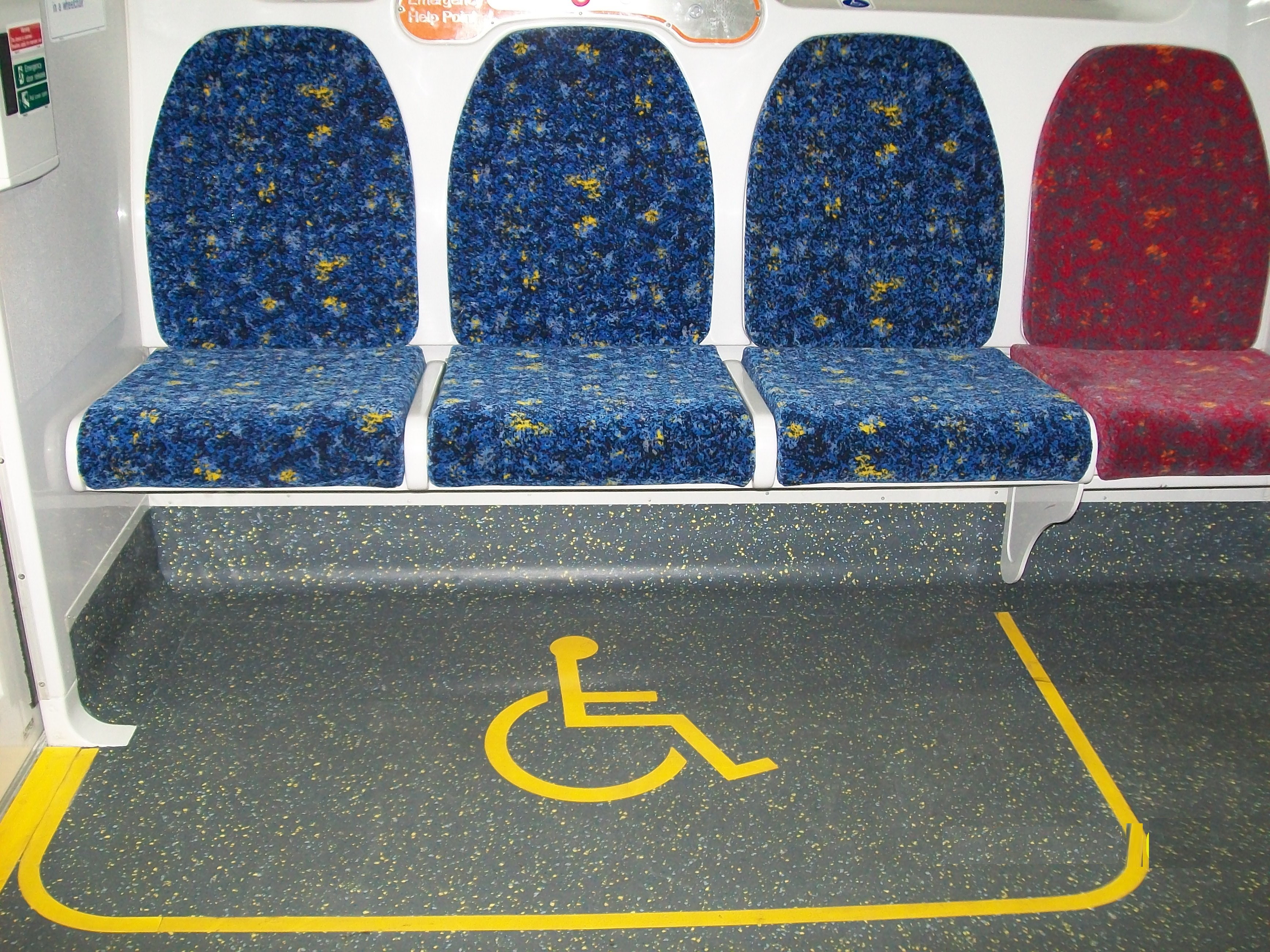
車端部に設定された車椅子スペース
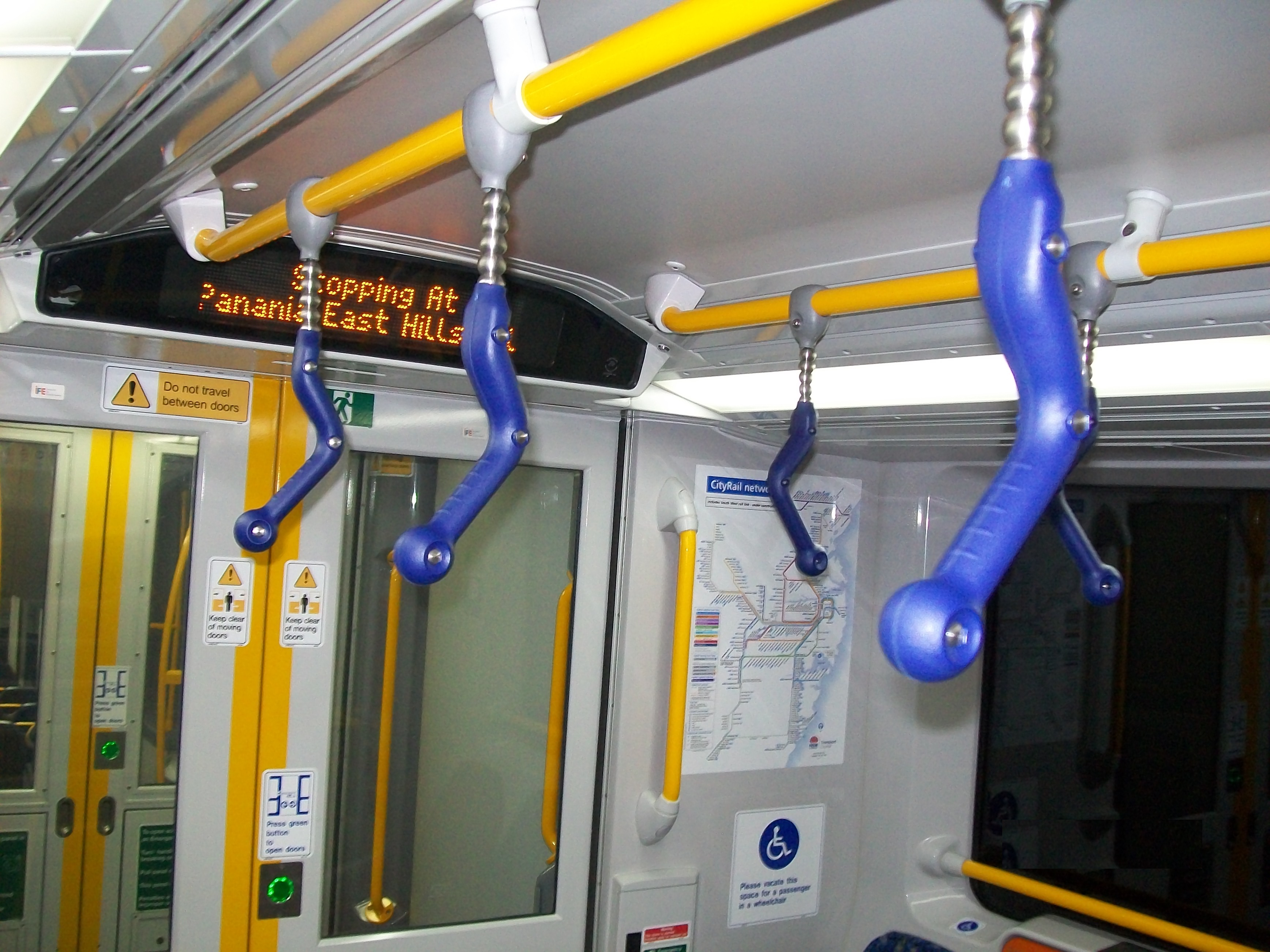
車端部に取り付けられたつり革
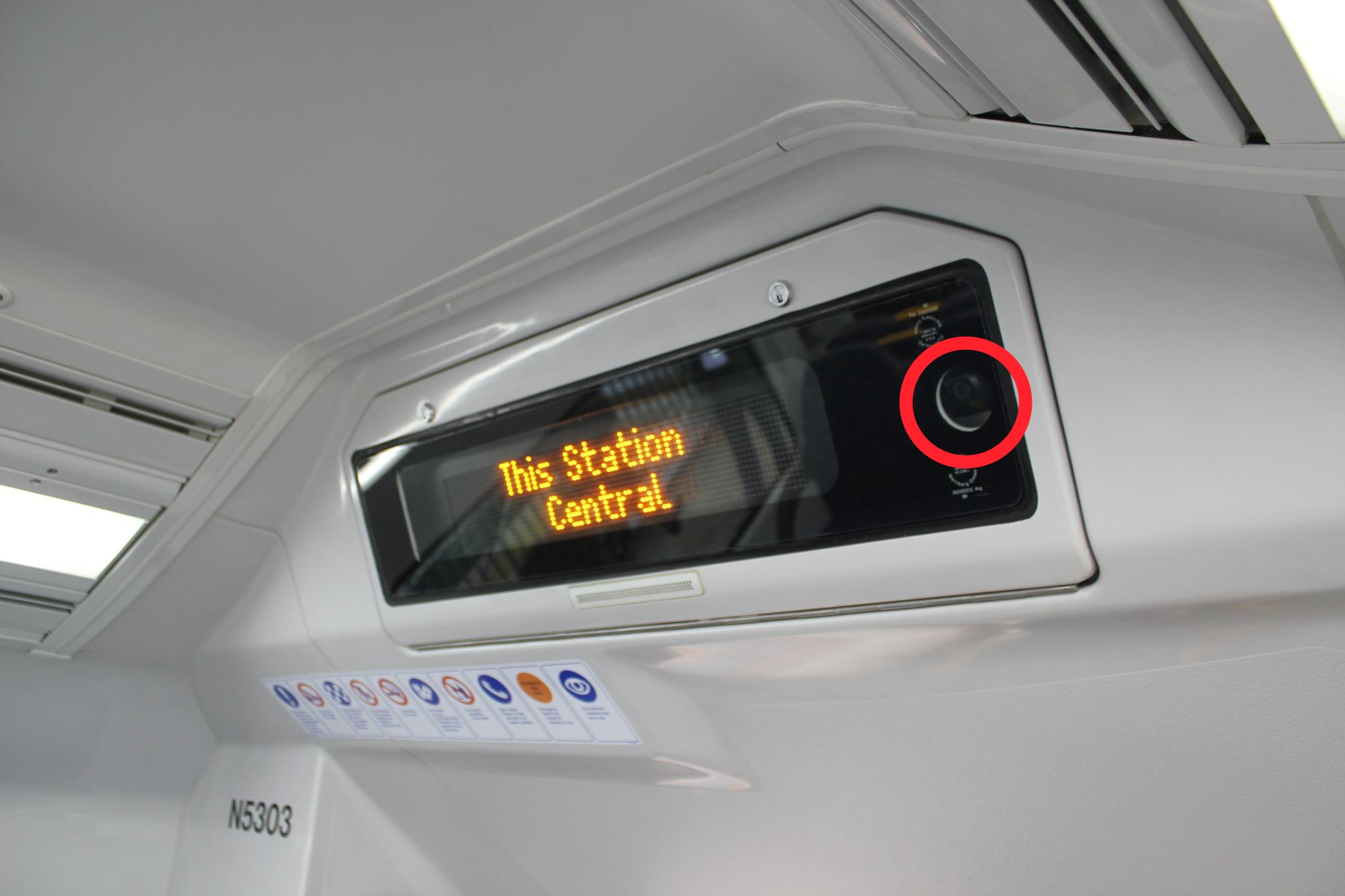
車内案内表示装置と車内の監視カメラ（赤丸部分）
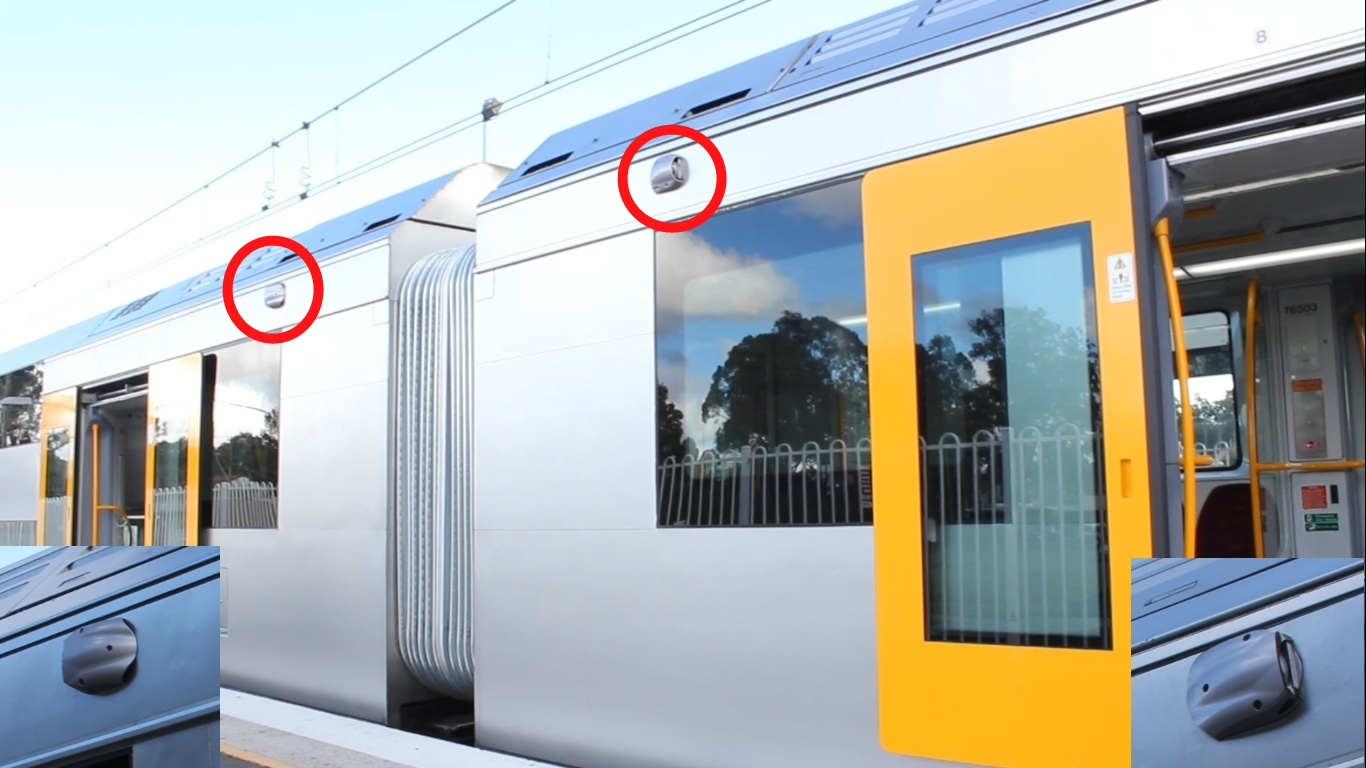
車外に搭載された監視カメラ（赤丸部分）
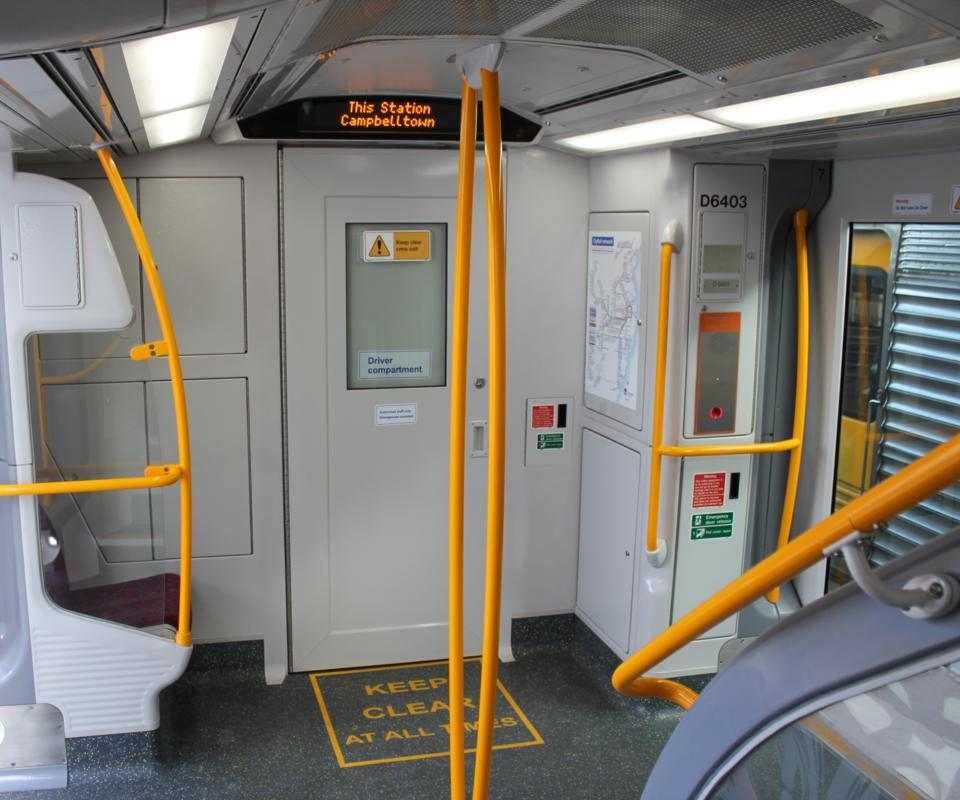
運転台付近
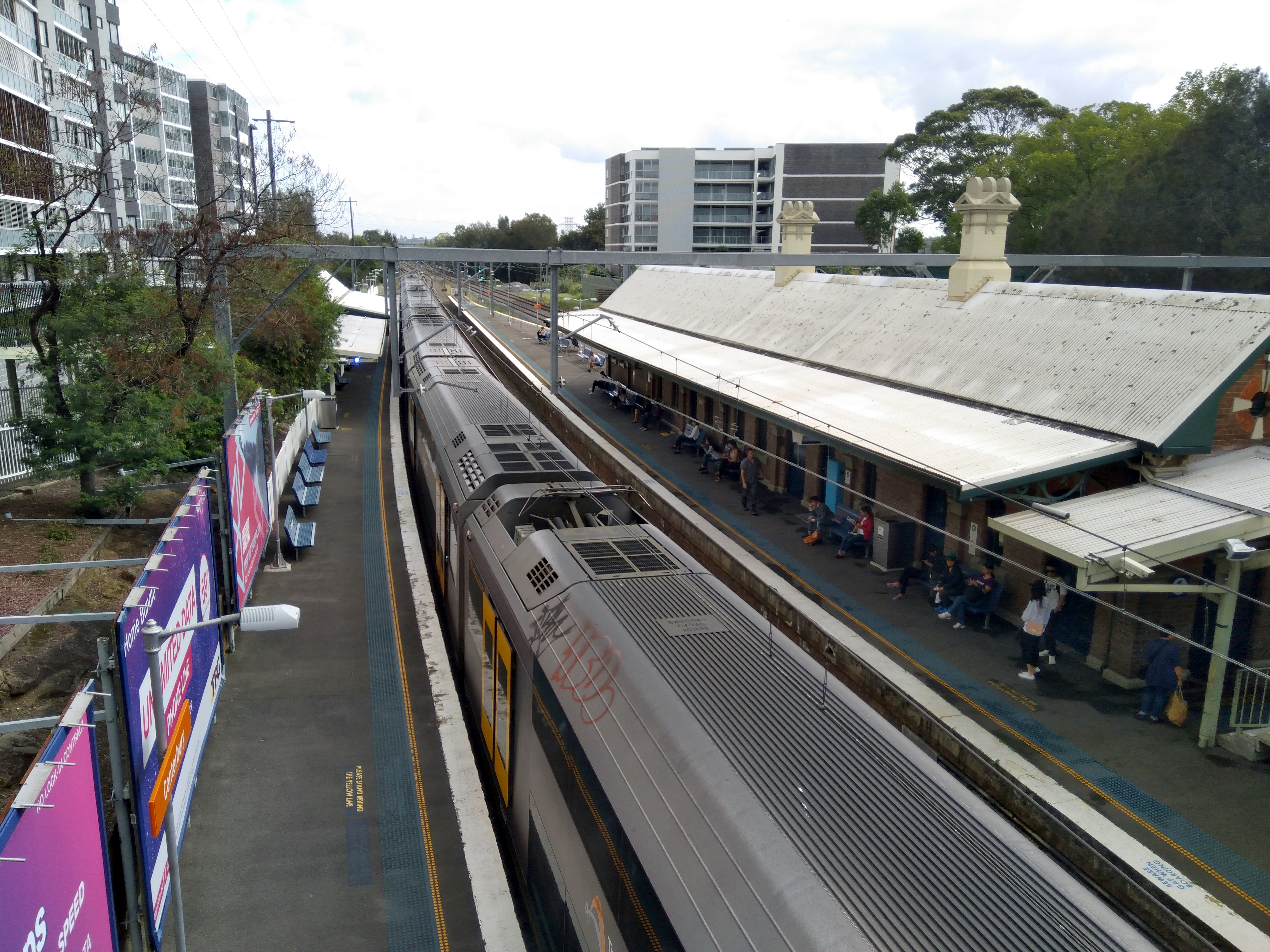
屋根上の構造
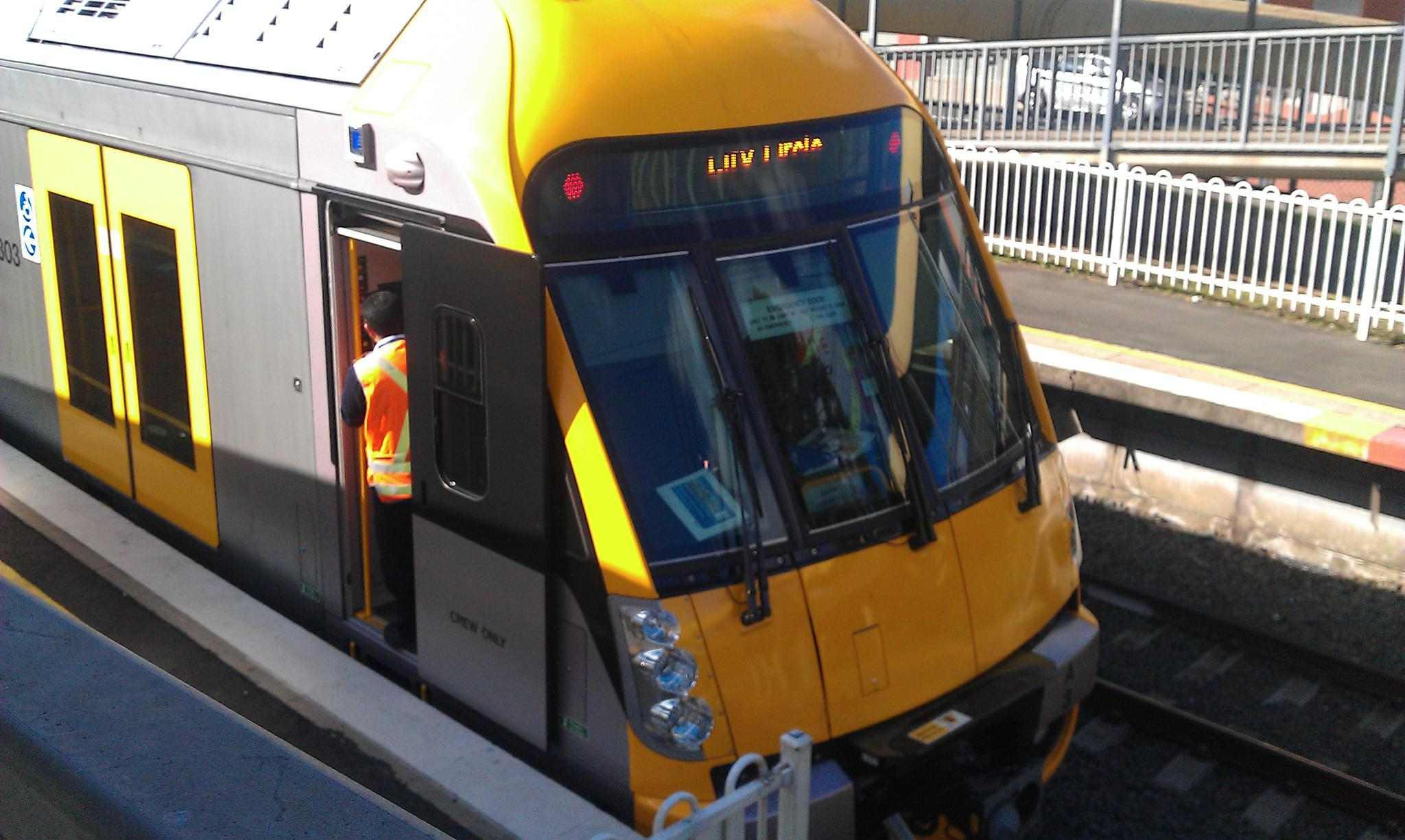
車掌は列車の最後尾（制御車）に搭乗する

## 運用
2010年3月に最初の編成が完成し、同年7月まで試運転が行われた。その後12月に営業運転へ投入される予定であったが、車体構造の欠陥が明らかになった事による遅れから実際の営業運転開始は2011年4月21日となった。その結果、A形導入に伴う費用は当初の計画（19億豪ドル）から36億豪ドル以上に増大した。その後は2014年までに契約分の全626両の製造が実施されている。
なお、契約上2044年までA形のメンテナンスや乗務員の訓練がリライアンス・レールの元で行われる事になっており、シドニー・トレインズ側のオプションにより最大10年（2054年まで）の延長も可能となっている。またメンテナンスはオーバーンに建てられた専用施設にて、リライランス・レールと契約を結んだダウナーEDIレールPPPメンテナンスが実施する。

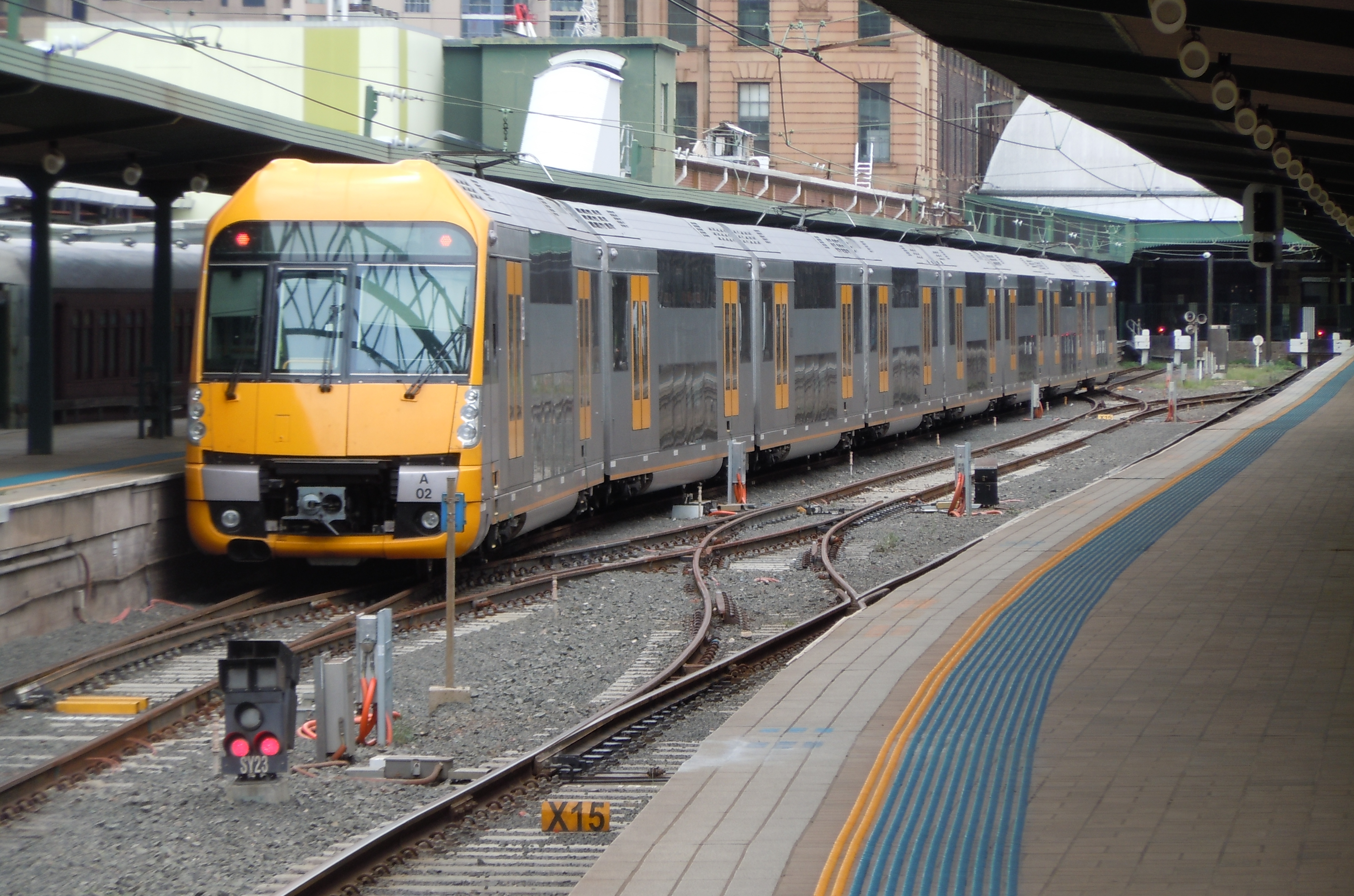
試運転中のA形電車
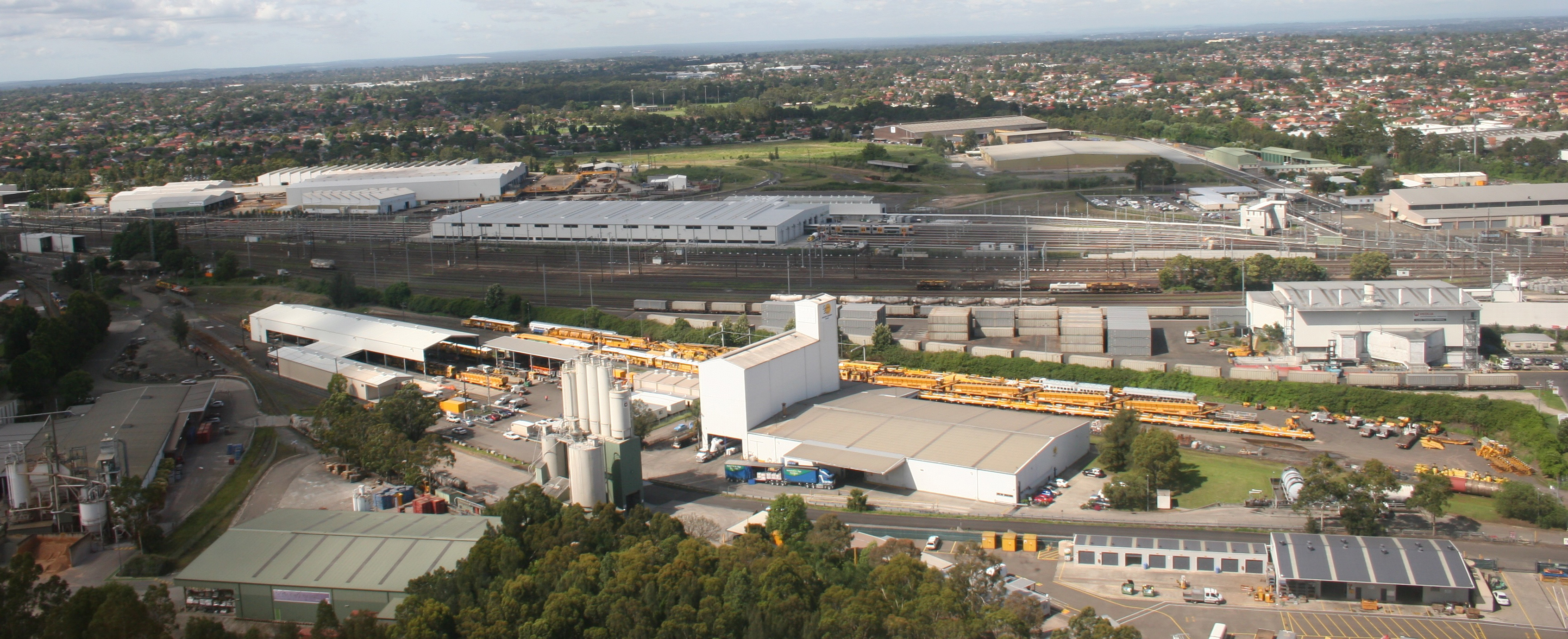
オーバーン（英語版）のメンテナンス施設

## B形電車
A形だけでは達成できなかったS形の完全置き換えおよび近郊列車の更なる本数増加のため、2016年に発注が行われた増備車。競争入札を経てダウナーEDI（Downer EDI）が17億豪ドル（13億米ドル）で契約を結び、下請け契約によりA形同様中国中車長春軌道客車が製造を担当している。基本的な構造はA形と同様だが編成のコンピュータシステムが改良されている他、塗装もA形との区別のため先頭部分がオレンジ色を主体としたものに変更されている。
最初に製造された24編成は2018年9月7日から営業運転を開始しており、翌2019年には新たに17編成の追加発注が行われている。

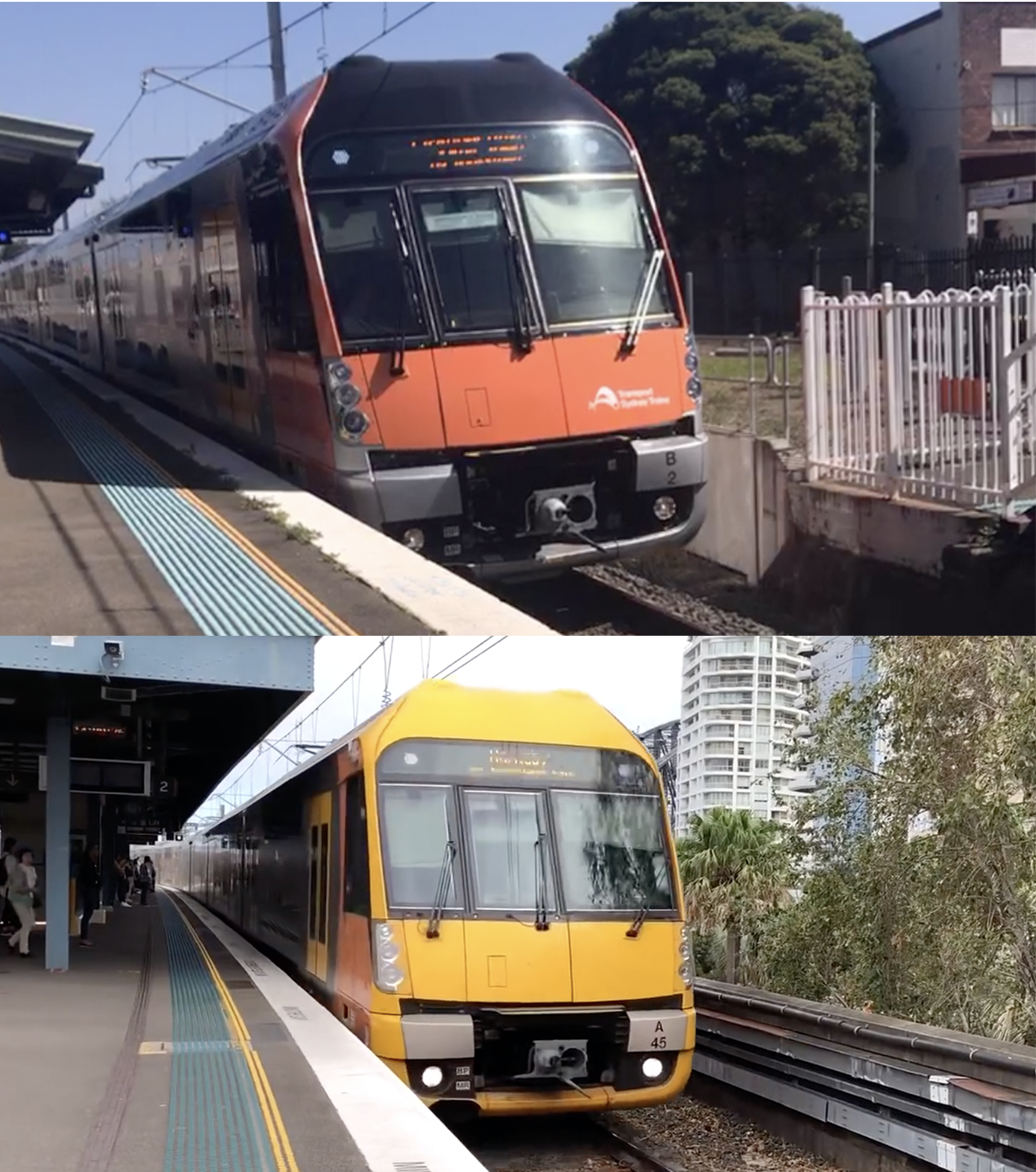
B形（上）はA形（下）から先頭部分の塗装が変更されている
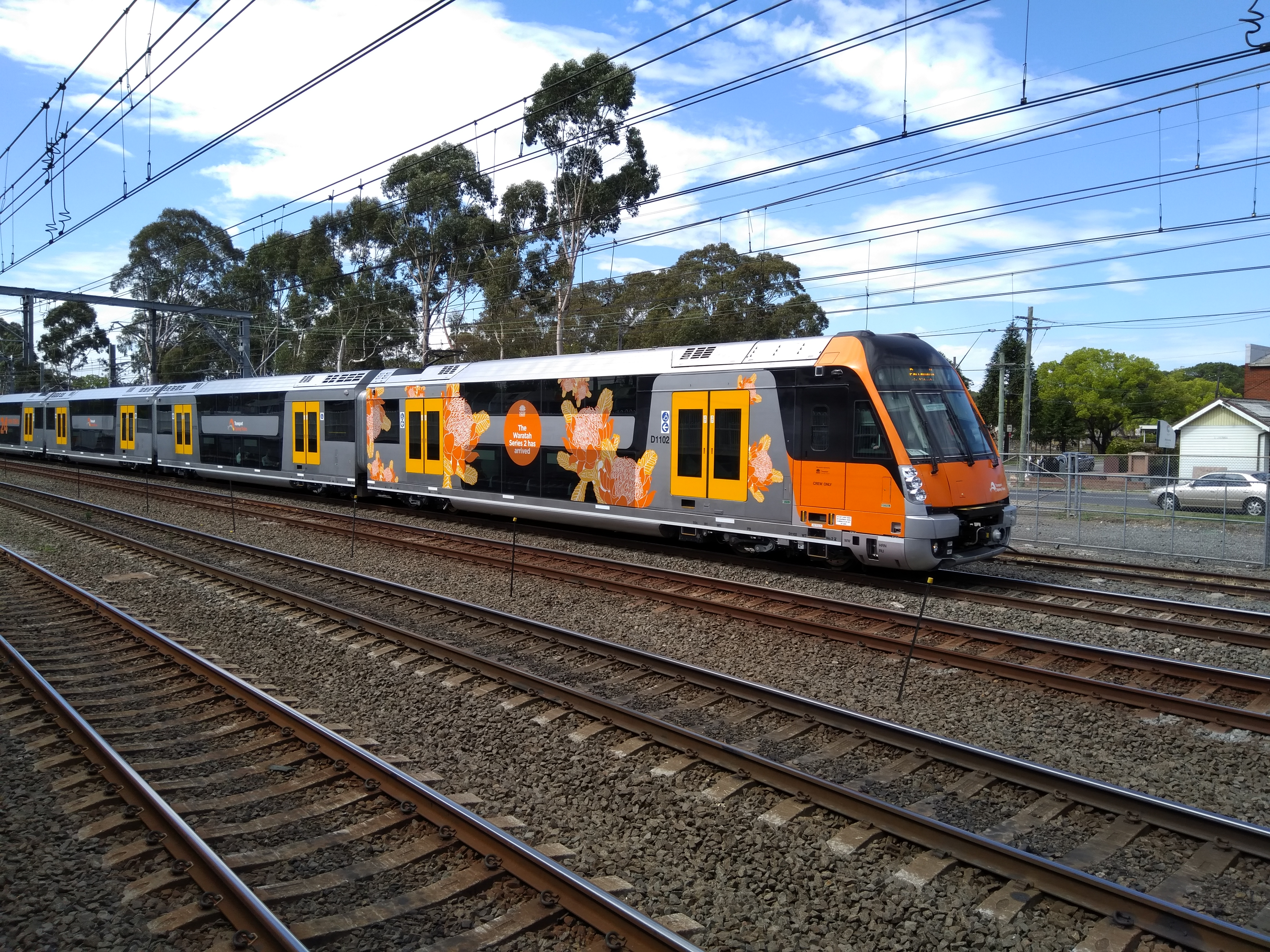
車体にラッピングが施されたB形電車
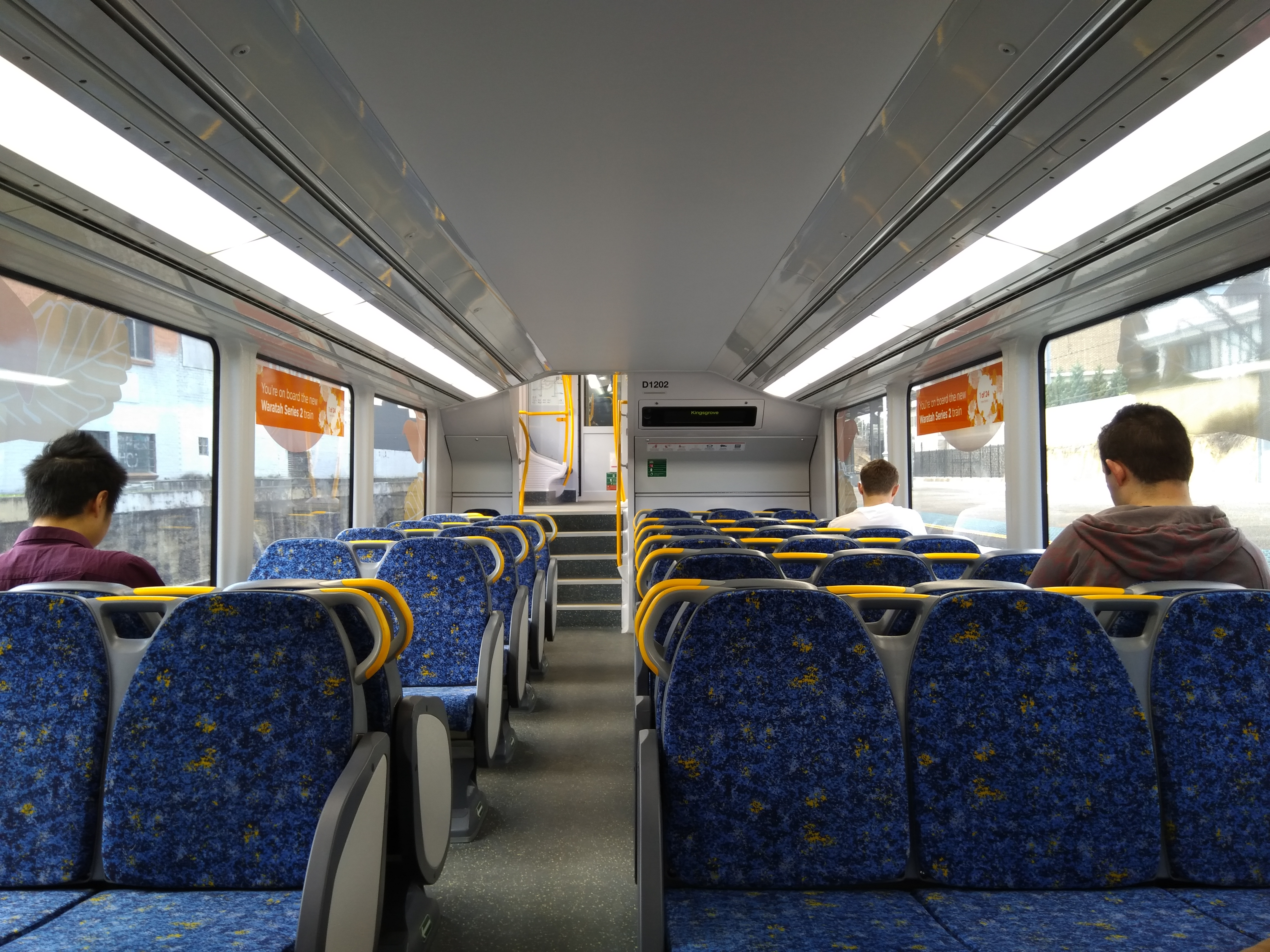
車内（1階部分）
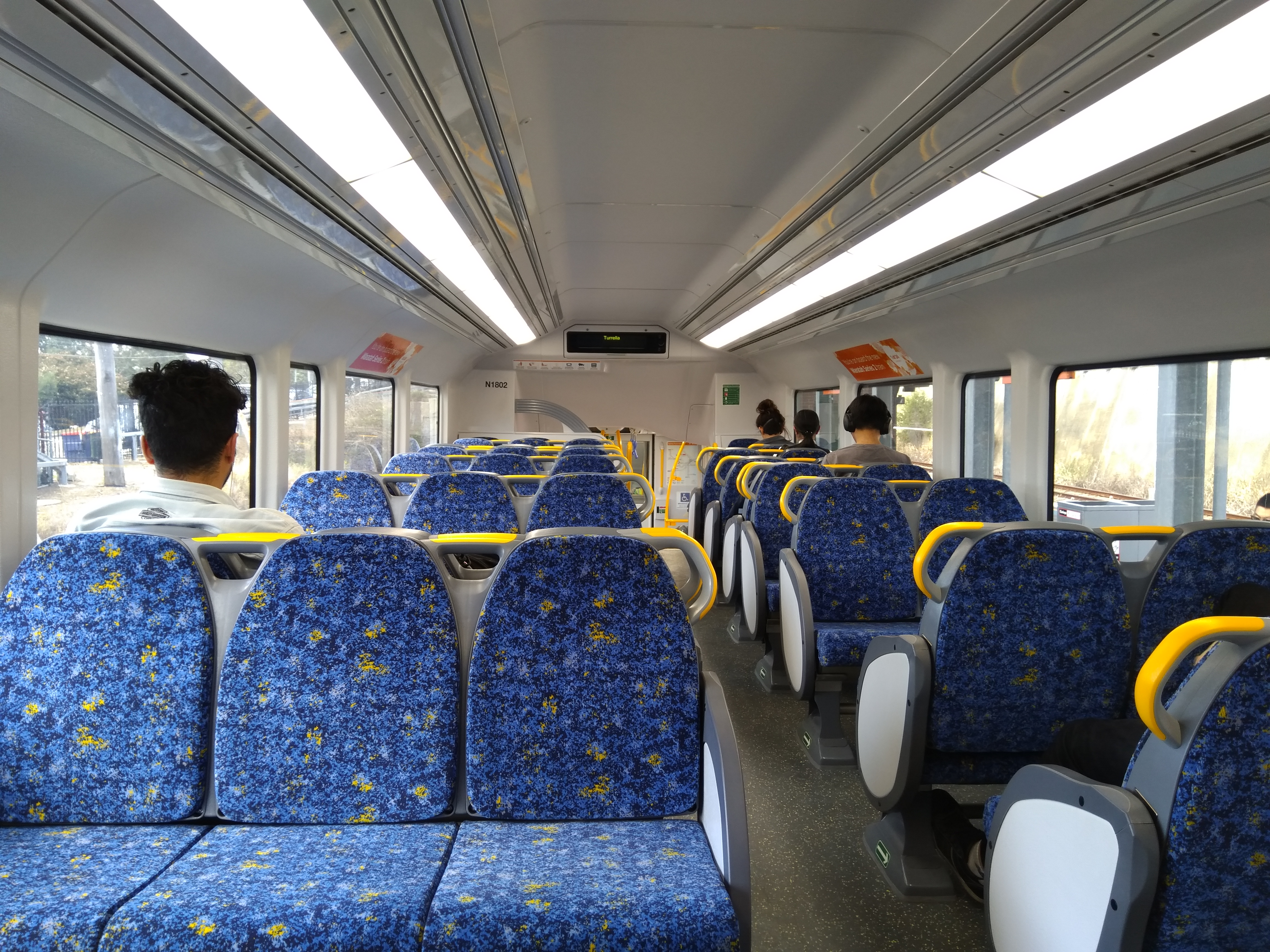
車内（2階部分）
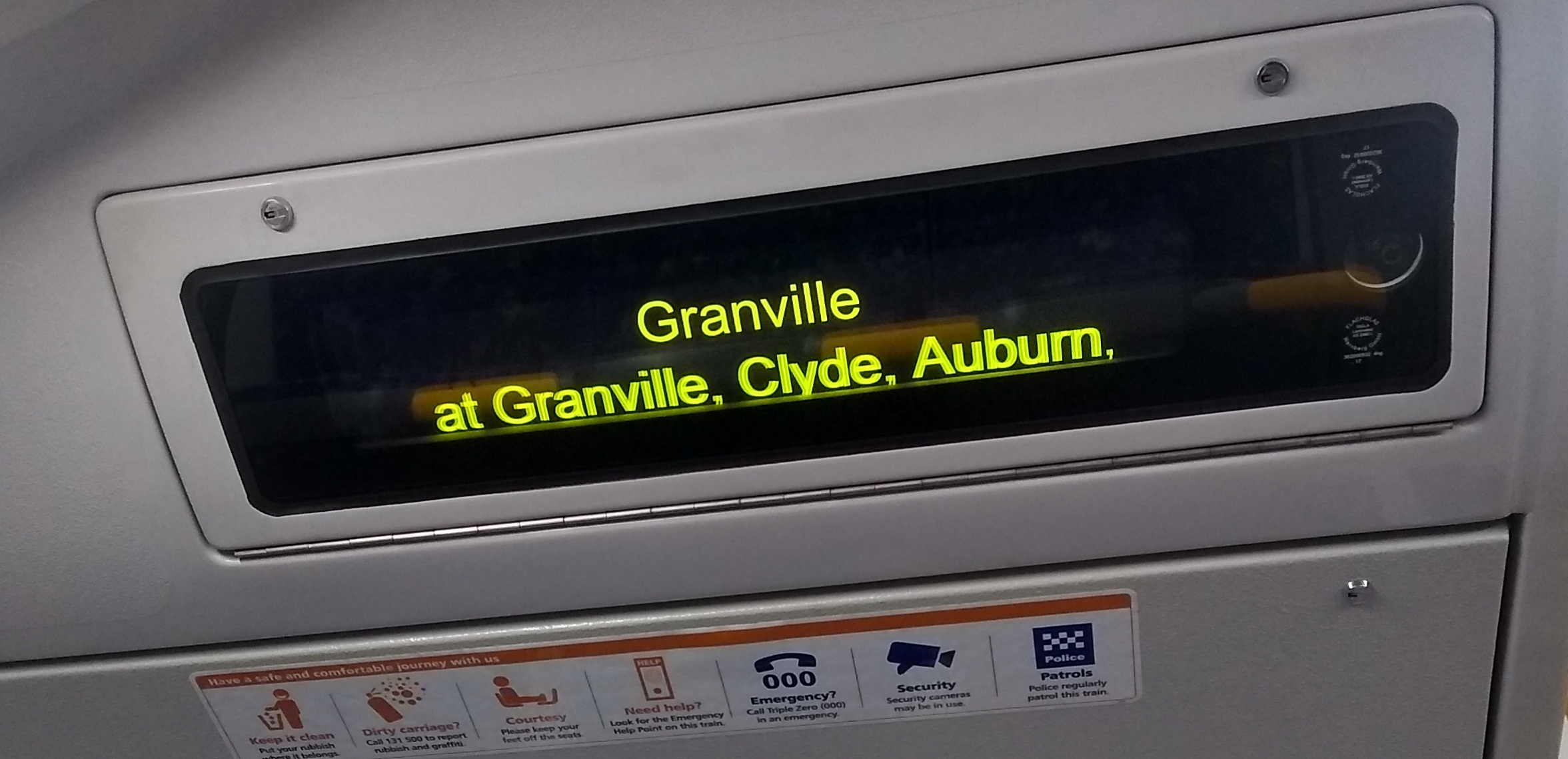
車内案内表示装置と車内の監視カメラ